# Битва при Витории
Сражение при Витории (исп. batalla de Vitoria) — крупное сражение Пиренейской войны, произошедшее 21 июня 1813 года около города Витория в Испании между британо-испано-португальской армией под командованием генерала Веллингтона и франко-испанской армией под командованием Жозефа Бонапарта и маршала Жана-Батиста Журдана. Сражение положило конец господству французов в Испании, длившемуся с 1808 года, его результатом было вытеснение французов за Пиренеи (то есть на исконно французскую территорию).

## Предыстория
Война Испании с Наполеоновской Францией (Пиренейская война) шла с 1808 года. Испанская королевская семья, включая Карла IV и Фердинанда VII, находилась в изгнании. На испанском престоле сидел Жозеф Бонапарт, ставленник своего младшего брата Наполеона. Жозеф пользовался очень ограниченной поддержкой испанского населения — это были так называемые «офранцуженные». Из них, в частности, состояли немногочисленные верные ему испанские войска, участвовавшие в сражении на стороне Франции. Испанская армия к 1813 году не существовала как организованное целое, однако многочисленные испанские отряды вели против французов партизанскую войну — герилью.

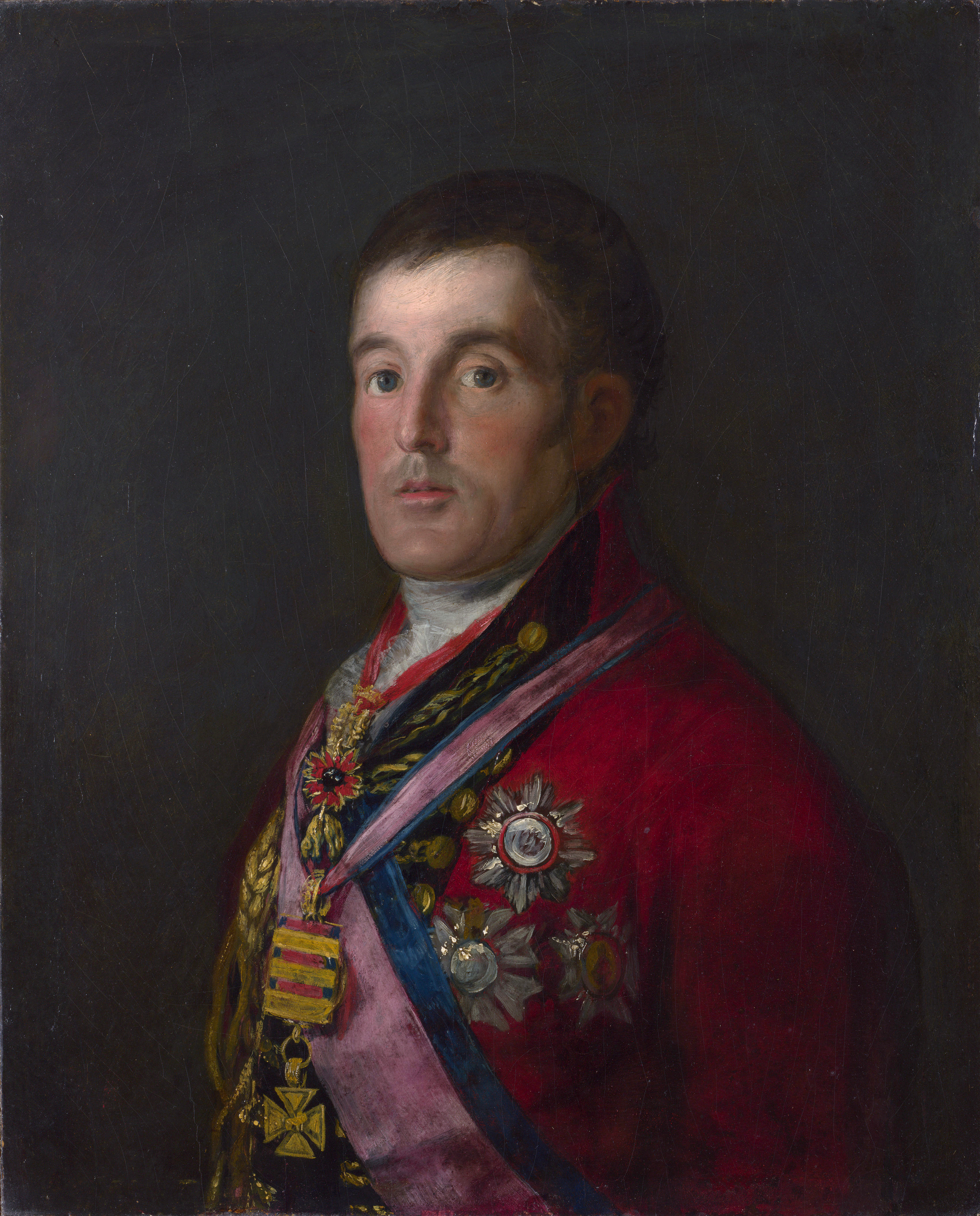
Портрет Веллингтона работы Ф. Гойи

Великобритания, давний противник Франции, была заинтересована в этой войне. Она послала в Португалию свои войска. Выбить их оттуда французам так и не удалось. Периодически эти войска, поддерживаемые испанскими и португальскими формированиями, переходили испанскую границу и наносили удар в глубь занятой французами территории, а затем отступали обратно. Очередное и самое успешное из таких наступлений началось под командованием Веллингтона в конце мая 1813 года. Французские войска были разбросаны на огромной территории для охраны коммуникаций и борьбы с партизанами — герильясами, а кроме того, были вынуждены отдавать часть сил для пополнения войск, сражавшихся в центральной Европе, поэтому быстро организовать оборону не удалось.
26 мая французы эвакуировали Мадрид. Началось отступление на север, отягощённое огромными обозами. Англичане их преследовали. Наконец, 19 июня 1813 года под городом Витория на севере Испании, в землях басков соединились три французские армии: армия Юга, командующий — Дивизионный генерал Газан, армия Центра во главе с дивизионным генералом Друэ д’Эрлоном и Армия Португалии генерала Рея (Рейля). Рассчитывали также на подход Армии Севера генерала Клозеля, но она не успела к месту сражения из-за путаницы в приказах. Не подошли и части генерала Фуа.
В результате к началу сражения французы имели, по разным данным, 69 700 или 60 000 человек, против 81 400 или, по другим данным, 82 000 англичан. Во главе Французской армии стояли король Жозеф и его начальник штаба маршал Журдан.

## Поле боя
Окрестности города Витория были выбраны французами для боя из-за их выгодного стратегического положения. Из Витории шли пять дорог, главная из которых вела на Байонну и далее к французской границе. С юга из Логроньо должен был подойти Клозель, с севера, из Бильбао — Фуа. Непосредственно для боя была выбрана холмистая местность на реке Садорра, ограниченная с юга высотами Ла-Пуэбла.

## Диспозиция

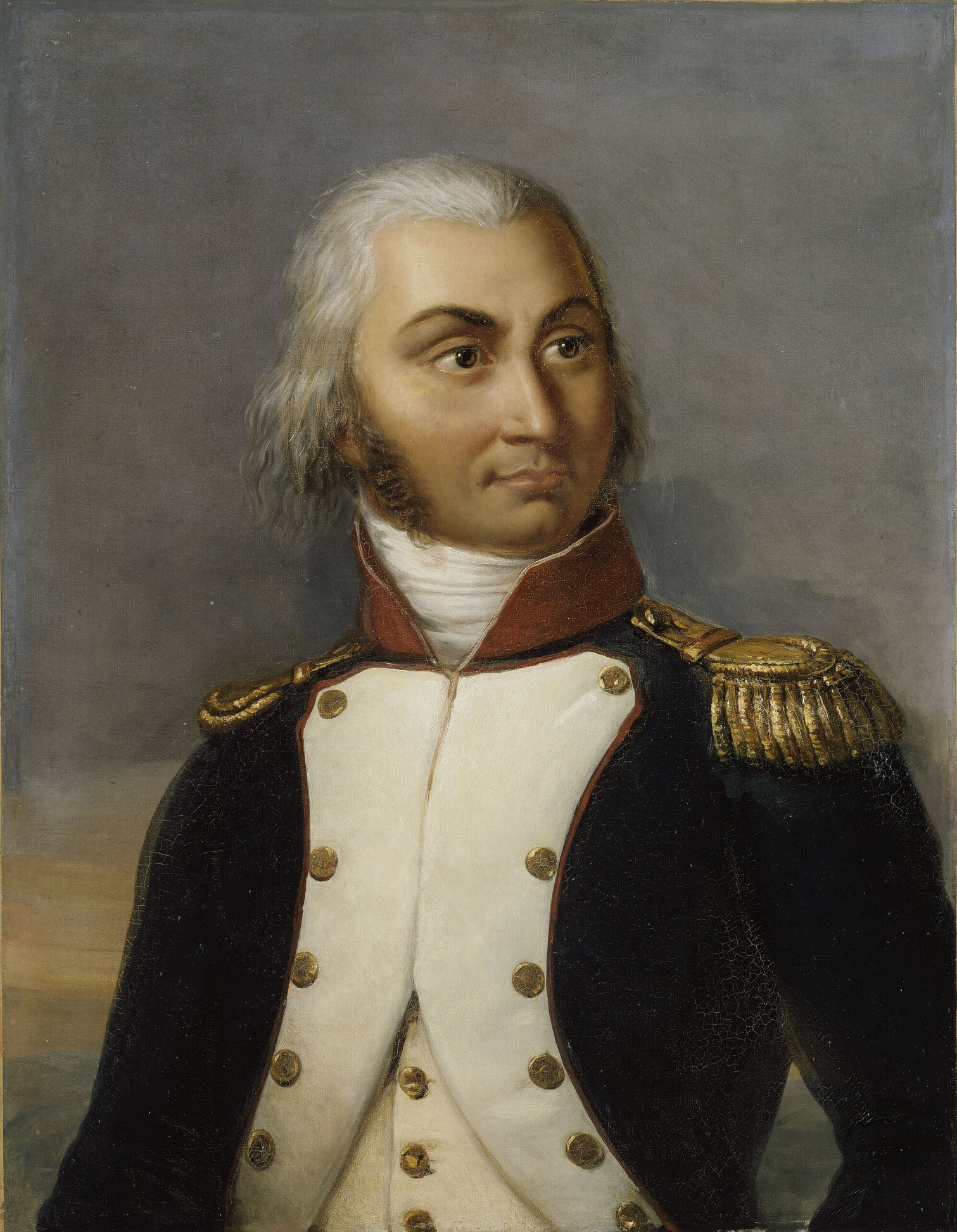
Маршал Франции Журдан

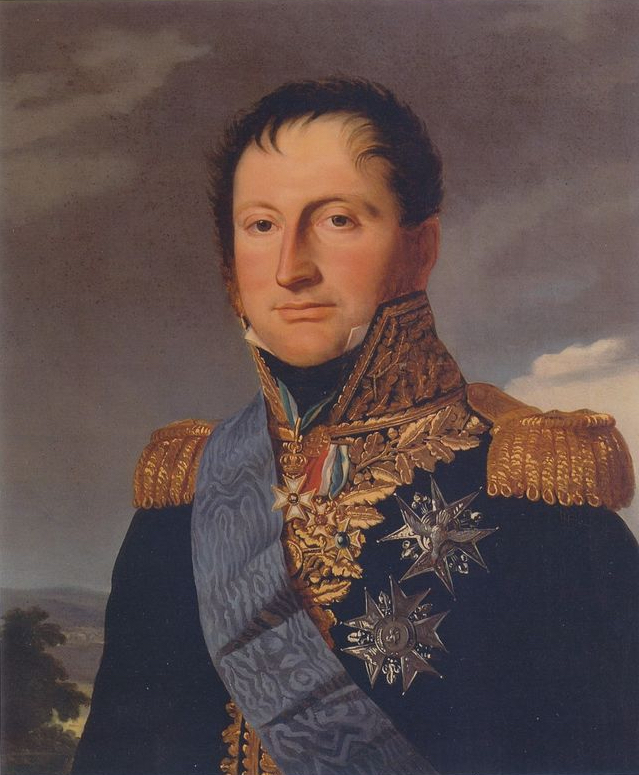
французский генерал Рей

В авангарде французской армии стояли части армии Юга (генерала Газана). Войска Друэ занимали вторую линию, войска Рея — третью. Город Витория был забит огромным обозом. Мосты через реку не были уничтожены. Подход к высотам Ла-Пуэбла охранялся только пикетами.
Веллингтон разделил свою наступающую армию на ударные колонны. Справа наступали 20 000 человек генерала Роланда Хилла, слева — 20 000 человек генерала Томаса Грэхэма, остальная армия (колонны самого Веллингтона и генерала Джорджа Рамсея) между ними. Задачей Грэхэма было перерезать дорогу на Бильбао, а затем — дорогу на Байонну. Хиллу вменялось в обязанность овладеть высотами Пуэбла и выйти французам в тыл.

## Ход сражения
Сражение началось утром 21 числа. Части Хилла оседлали высоты Пуэбла. Завязался ожесточённый бой между частями Хилла и Газана, в который втягивались всё новые силы с обеих сторон. На другом фланге войска Грэхэма втянулись в бой за несколько деревень и мосты через Садорру с частями генерала Рэя. На этом участке испанцы стреляли в испанцев. В итоге победа досталась пробританским испанцам, профранцузские испанцы — хосефинос (Хосе — испанский вариант имени короля Жозефа) были отброшены. Тем не менее, к пяти часам вечера Грэхэму так и не удалось переправиться через мосты. В это время центральные колонны Веллингтона с бо́льшим успехом форсировали Садорру и массированным натиском после упорного боя овладели ключевой для французской позиции деревней Ариньез. Большую роль в этом успехе сыграл английский генерал Пиктон, командир 3-й дивизии из колонны Рамсея. С французской стороны в бою в это время активно участвовали уже и части генерала Друэ. Французские войска, сохраняя относительный порядок, отступили и заняли новую оборонительную позицию, где была расположена мощная артиллерийская батарея.
Вскоре англичане начали новое наступление, и на этот раз части французов не выдержали. Из ставки Газану и Друэ пришёл приказ отступать в обход забитой обозами Витории по неудобной дороге на Сальватьерра. В ходе этого отступления по пересечённой местности артиллерия была брошена, обоз потерян, многие части рассеялись, а король Жозеф и Журдан едва спаслись от прорвавшихся в тыл английских кавалеристов. Только армия Португалии генерала Рея сохранила боеспособность и мужественно прикрывала отход разбитой армии. Благодаря этому, а также тому, что английские солдаты отвлеклись на разграбление богатой военной добычи, разгром французов не был довершён.

## Потери
Французская армия потеряла 8 000 человек убитыми, ранеными, пленными и пропавшими без вести; а также артиллерию и огромные материальные ценности, включая армейскую казну и сокровища, вывозимые из Испании. Потери британской армии составили около 5 000 человек.

## Итоги
Французские войска продолжили своё отступление. Новый главнокомандующий, маршал Сульт не смог переломить ход событий, и французские войска покинули Испанию. Пиренейская война была проиграна.
Веллингтон получил за сражение при Витории не только чин фельдмаршала от своего правительства, но и титул герцога да Виториа от принца-регента Португалии Жуана VI. Этот титул, как и все остальные титулы фельдмаршала, его наследники носят по сей день.

## Известные участники сражения
На британской стороне в сражении участвовали в офицерских чинах многие будущие известные полководцы. При Витории сражались будущие фельдмаршалы Бергойн и Бинг, был ранен будущий фельдмаршал Гардиндж, а полк будущего фельдмаршала Гофа даже захватил жезл маршала Журдана. На стороне французов в сражении участвовал генерал Жозеф Гюго, отец знаменитого писателя.

## Культурное влияние
- Композитор Бетховен посвятил победе при Витории свой опус 91 — «Победа Веллингтона (Батальная симфония)»[5].
- В серии исторических романов и снятого по ним сериала о британском стрелке Шарпе есть роман и одноимённый эпизод сериала «Честь Шарпа», посвящённый Виторийской кампании.
- Сражение описано испанским писателем Бенито Пересом Гальдесом в романе «Багаж короля Хосе» из серии Национальные эпизоды.
- В обозе короля Жозефа британцы захватили целый ряд вывозимых им из Испании произведений искусства, часть из которых можно и сегодня увидеть в Лондоне в резиденции герцогов Веллингтонов Эпсли-хаус.